# Liste der Mitglieder der Deutschen Akademie der Naturforscher Leopoldina/1696
Die Liste der Mitglieder der Deutschen Akademie der Naturforscher Leopoldina für 1696 enthält alle Personen, die im Jahr 1696 zum Mitglied ernannt wurden. Insgesamt gab es sieben neu gewählte Mitglieder.

## Mitglieder
| Nr. | Name                          | Beiname       | Geboren       | Aufnahme | Gestorben     | Bild                   |
| --- | ----------------------------- | ------------- | ------------- | -------- | ------------- | ---------------------- |
| 219 | Johann Helfrich Jungken       | Apollonius I. | 19. Sep. 1648 | 19. Feb. | 5. Jan. 1726  |                        |
| 220 | Pyrrhus Maria Gabrielli       | Straton I.    | 1. Apr. 1643  | 14. Mai  | 19. Dez. 1705 | Pirro Maria Gabbrielli |
| 221 | Christian Ludwig Göckel       | Alexippus     | 31. Dez. 1662 | 4. Mai   | 23. Aug. 1736 |                        |
| 222 | Johann Menrad von Vorwaldtner | Polybius I.   | 1651          | 30. Jun. | 9. Okt. 1724  |                        |
| 223 | Paul Boccone                  | Plinius II.   | 24. Apr. 1633 | 1. Aug.  | 22. Dez. 1704 | Paul Boccone           |
| 224 | Johann Baptista Hermann       | Philistion    |               | 2. Aug.  |               |                        |
| 225 | Friedrich Hoffmann            | Demokrates    | 19. Feb. 1660 | 1. Okt.  | 12. Nov. 1742 | Friedrich Hoffmann     |